# Glycaspis ignea
Glycaspis ignea är en insektsart som beskrevs av Moore 1961. Glycaspis ignea ingår i släktet Glycaspis och familjen rundbladloppor. Inga underarter finns listade i Catalogue of Life.